# Meinhard von Bamberg
Meinhard († 20. Juni 1088 wohl in Würzburg) war ein deutscher Kleriker im 11. Jahrhundert.
Er entstammte einer edelfreien mainfränkischen Familie und erhielt in Speyer und Reims eine klerikale Ausbildung. Um 1058 berief Bischof Gunther ihn als Domscholaster (Leiter der Domschule) nach Bamberg, „wo sich unter seiner Leitung die Domschule zu einem reichsweit anerkannten geistigen Zentrum entwickelte“ (nach Wendehorst).
Erhalten sind aus seiner Feder 66 (oder 68) Briefe aus dem Zeitraum von etwa 1060 bis 1075 an meist hochgestellte Adressaten, die er zum Teil im Auftrag der Bamberger Bischöfe Gunther und Hermann I. sowie des Domkapitels verfasste. Sie bilden unter anderem eine wichtige Quelle zur Geschichte des Investiturstreites. Meinhard zeigt sich in ihnen vertraut mit der literarischen Überlieferung der Antike und als gewandter lateinischer Prosastilist. Von seinen theologischen Werken blieb nur der Traktat De fide (Über den Glauben) erhalten. Im Investiturstreit stand Meinhard auf der Seite des Königs. Im Sommer 1075 gehörte er einer nach Rom entsandten Delegation dreier regni philosophi an, die den letzten Versuch einer Einigung zwischen Papst Gregor VII. und der Reichskirche bedeutete. Im späteren Kirchenstreit ernannte Kaiser Heinrich IV. ihn am 25. Mai 1085 zum Bischof von Würzburg, nachdem er den Vorgänger Adalbero als einen Parteigänger des Papstes abgesetzt hatte. Meinhard hatte dieses Amt jedoch nur drei politisch unruhige Jahre bis zu seinem Tod inne.

## Textausgaben
- Briefe Meinhards von Bamberg. In: Carl Erdmann (†) und Norbert Fickermann (Hrsg.): Die Briefe der deutschen Kaiserzeit 5: Briefsammlungen der Zeit Heinrichs IV. Weimar 1950, S. 107–131, 173–178, 189–248 (Monumenta Germaniae Historica, Digitalisat)